# Ziziphus
Ziziphus es un género de arbustos espinosos y de pequeños árboles en la familia de las Rhamnaceae, distribuidas por el mundo en regiones que van de templadas a subtropicales.
Entre ellas se destacan:
- Ziziphus mauritiana (Ber, Indian Jujube, Chinese Apple o Cottony Jujube). Es un arbusto o arbolito frutal caducifolio. El Azufaifo o Jinjolero, en catalán "Ginjoler".

- Ziziphus jujuba o Ziziphus zizyphus (Jujube, Azufaifo o jinjol común). Azufaifera, Jujube, Red Date, o Chinese Date (en chino tradicional, 棗; en chino simplificado, 枣; pinyin, zǎo; también hóng zǎo 红枣, dà zǎo, hēi zǎo, zǎozi; Wade-Giles: tsao; Coreano: daechu 대추; Japonés: 棗 natsume) Originario de China.

- Ziziphus lotus.

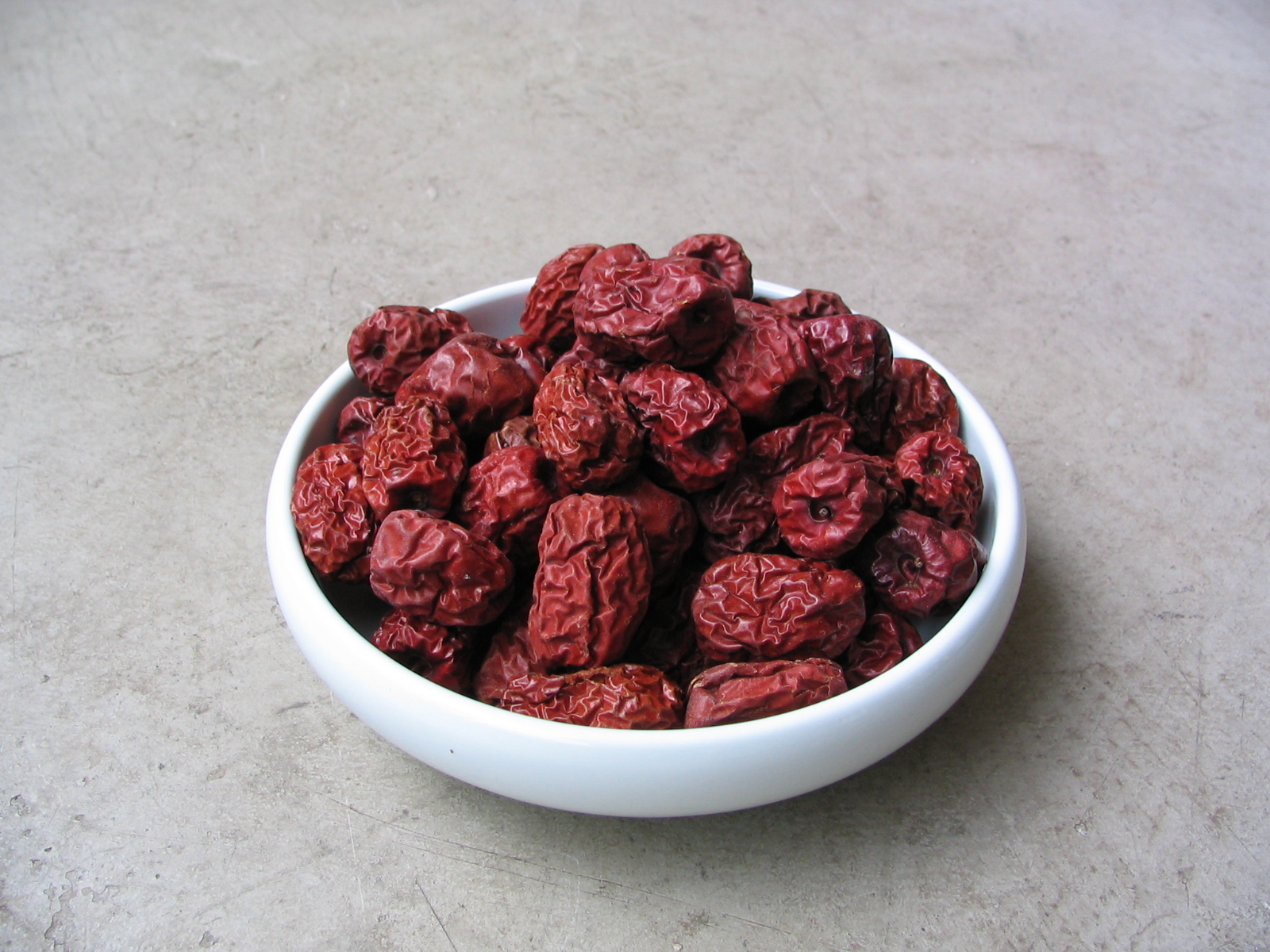
Fruta pasa de Ziziphus jujuba

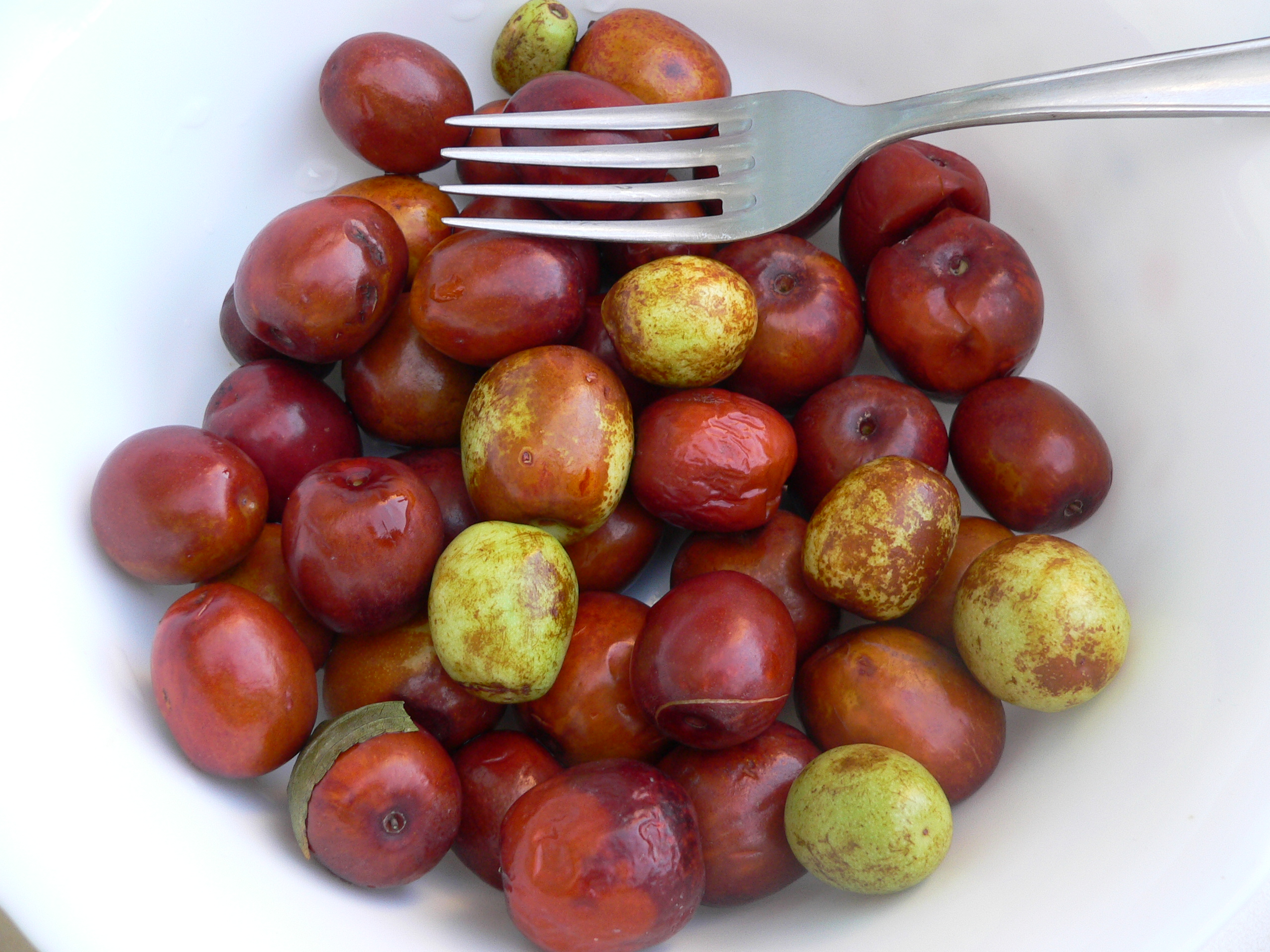
Azufaifas frescas de Almería.

Las hojas son alternas, enteras, con tres vainas prominentes basales, de 2-7 cm de longitud; algunas especies son caducifolios, otras siempreverdes. Las flores son pequeñas, inconspicuas amarillas-verdosas. El fruto es drupa comestible, amarillo-pardo, rojo, o negra, oblonga o globosa, de 1-5 cm de longitud frecuentemente muy dulce y azucarado, con reminiscencia de dátiles en textura y sabor.
Las especies de Ziziphus son comidas por la larva de algunas especies de Lepidoptera incluyendo a Bucculatrix zizyphella (alimentada exclusivamente del género) y Endoclita malabaricus.
El jujube (Z. jujuba) es la especie más conocida. Otras son Z. spina-christi del sudoeste de Asia, Z. lotus del Mediterráneo, y Ziziphus mauritiana, en el oeste de África a India.

## Usos y mitología
En la medicina china tradicional (TCM), suan zao ren (Ziziphus jujuba) es considerada como dulce y ácido en gusto, y neutral en acción. Se creía mejorar el corazón yin, aumentando la irrigación del hígado, y calmando el espíritu (TCM términos médicos). Se utiliza para tratar irritabilidad, insomnio y palpitaciones cardíacas.
El mitológico árbol de lotus se iguala con Z. lotus, y la palma datilera es también posible candidata. El nombre hindú de Z. jujuba es ber (o bor).

## Taxonomía
El género fue descrito por Philip Miller y publicado en The Gardeners Dictionary...Abridged...fourth edition vol. 3, en 1754.

#### Etimología
Ziziphus: nombre genérico que deriva, según una fuente, del nombre persa zizfum o zizafun, aunque la razón de su aplicación es desconocida, y otra fuente dice que viene de zizouf, el nombre árabe de Ziziphus lotus, un árbol caducifolio arbustiva del Mediterráneo. Plinio el Viejo aparentemente utiliza el nombre en latín de Zizyphus para el azufaifo.

## Especies
Comprende cerca de 69 especies aceptadas:
| - Ziziphus abyssinica - Ziziphus acuminata - Ziziphus affinis - Ziziphus andamanica - Ziziphus angustifolia - Ziziphus apetala - Ziziphus attopensis - Ziziphus borneensis - Ziziphus brunoniana - Ziziphus budhensis - Ziziphus calophylla - Ziziphus cambodiana - Ziziphus colombiana - Ziziphus cotinifolia - Ziziphus crebrivenosa - Ziziphus cumingiana - Ziziphus djamuensis - Ziziphus elegans - Ziziphus fungi - Ziziphus funiculosa - Ziziphus glabrata - Ziziphus globularis - Ziziphus guaranitica | - Ziziphus hajarensis - Ziziphus hamur - Ziziphus havilandii - Ziziphus hoaensis - Ziziphus horrida - Ziziphus horsfieldii - Ziziphus hutchinsonii - Ziziphus incurva - Ziziphus javanensis - Ziziphus jujuba - Ziziphus kunstleri - Ziziphus laui - Ziziphus leucodermis - Ziziphus linnaei - Ziziphus lotus - Ziziphus mairei - Ziziphus mauritiana - Ziziphus melastomoides - Ziziphus montana - Ziziphus mucronata - Ziziphus nummularia - Ziziphus oenopolia - Ziziphus otanesii | - Ziziphus oxyphylla - Ziziphus papuana - Ziziphus pernettyoides - Ziziphus poilanei - Ziziphus pubescens - Ziziphus pubinervis - Ziziphus quadrilocularis - Ziziphus ridleyana - Ziziphus rivularis - Ziziphus robertsoniana - Ziziphus rubiginosa - Ziziphus rugosa - Ziziphus spina-christi - Ziziphus subquinquenervia - Ziziphus suluensis - Ziziphus talanai - Ziziphus timoriensis - Ziziphus trinervis - Ziziphus truncata - Ziziphus williamii - Ziziphus xiangchengensis - Ziziphus xylopyrus - Ziziphus zeyheriana |